# Dean Barker

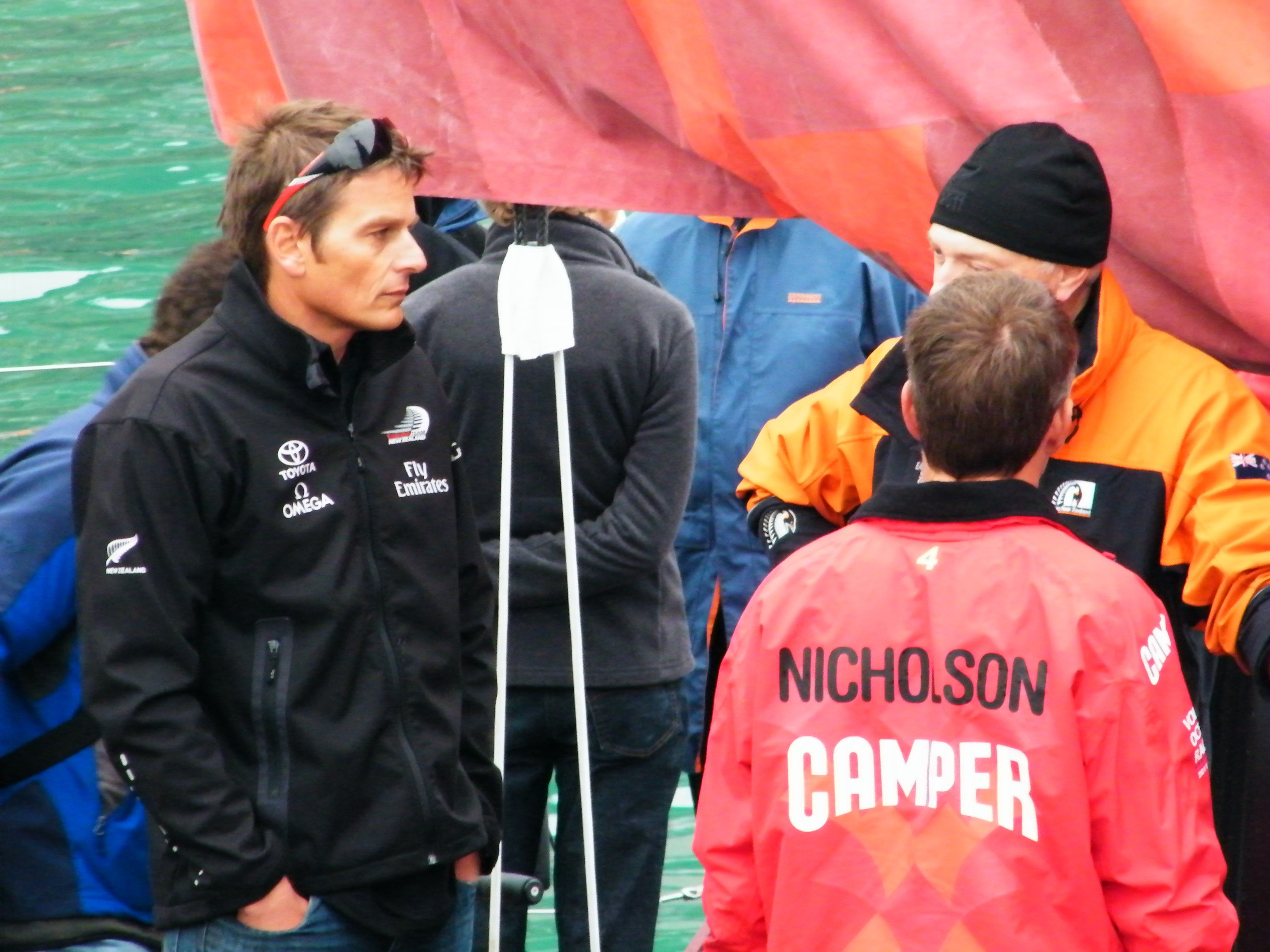
Barker (links) op bezoek bij Team New Zealand in de Volvo Ocean Race 2011-2012

Dean Barker (Auckland, 18 april 1972) is een Nieuw-Zeelandse zeiler. Hij is bekend als schipper van Emirates Team New Zealand in de America's Cup.
Barker begon met zeilen op jonge leeftijd in de Optimist en de P-klasse, en groeide door naar de 470 en de Laser. Hij kwam voor het eerst in aanraking met de America's Cup in 1995, toen Russell Coutts hem uitnodigde om mee te trainen met Team New Zealand. Hij voer niet mee in de succesvolle eindstrijd in de America's Cup 1995, maar bleef vanaf dat moment wel definitief bij het team. 
In de voorbereiding op de America's Cup in 2000 fungeerde Barker als schipper van de B-boot die ingezet werd in trainingswedstrijden tegen de A-boot van Coutts. Barker toonde zich hierin gelijkwaardig aan Coutts. Team New Zealand verdedigde in 2000 de beker met een ruime 5-0 overwinning. Coutts liet het roer in de laatste race over aan Barker. Toen Coutts en Brad Butterworth na de Cup van 2000 vertrokken naar het nieuwe Zwitserse team Alinghi, werd Barker de eerste schipper van Team New Zealand.
In 2003 werd Barker met Team New Zealand verslagen door Alinghi met 5-0. Ondanks deze nederlaag bleef Barker schipper van het team, dat inmiddels de naam Emirates Team New Zealand had gekregen. Het team won in 2007 de Louis Vuitton Cup door het Italiaanse Luna Rossa Challenge met 5-0 te verslagen, en mocht hierdoor aantreden als uitdager in de America's Cup 2007. Deze eindigde voor Barker in een 2-5 nederlaag tegen titelverdediger Alinghi onder leiding van Brad Butterworth. 
Barker bleef ook na 2007 de schipper van Emirates Team New Zealand. Het team verloor in de Louis Vuitton Cup 2010, waardoor het niet door mocht naar de America's Cup. Barker won de Louis Vuitton Cup echter wel in 2013 door in de finale Luna Rossa Challenge te verslaan met 7-1. Het team bond in de herfst van 2013 de strijd om de America's Cup aan met Oracle Team USA. Barker nam hierin een 8-1 voorsprong en hoefde nog maar één wedstrijd te winnen om de Cup na tien jaar weer terug te brengen naar Nieuw-Zeeland. Team Oracle USA won echter vervolgens acht wedstrijden op rij, en versloeg hiermee Emirates Team New Zealand.

## Overig
Naast zijn zeilcarrière in de America's Cup heeft Barker in diverse andere zeilcompetities gevaren. In 2004 nam hij deel aan de Olympische Spelen in de Finn-klasse, waar hij op een dertiende plek eindigde in het eindklassement. Ook is Barker actief in het matchracen. Hij werd daarin wereldkampioen in 2000, en Nieuw-Zeelands kampioen in 2004, 2005 en 2006. Voor Emirates Team New Zealand voer hij in de Audi MedCup, en won deze zeilcompetitie in 2009 en 2010. Ook voer hij voor Team New Zealand in de Extreme Sailing Series in 2011, 2012, 2013 en 2014. 
Barker is sinds 2004 getrouwd met de voormalig Nieuw-Zeelandse hockeyster Mandy Smith. Ze hebben drie kinderen.

## Palmares
- 2000 - WK matchracen, winst
- 2000 - America's Cup, winst
- 2003 - America's Cup, verlies
- 2004 - Olympische Spelen, 13e
- 2007 - Louis Vuitton Cup, winst
- 2007 - America's Cup, verlies
- 2009 - Audi MedCup, winst
- 2010 - Louis Vuitton Cup, verlies
- 2010 - Audi MedCup, winst
- 2013 - Louis Vuitton Cup, winst
- 2013 - America's Cup, verlies